# Torre Casalot a Rambla Mercedes, 1-3
La Torre Casalot a Rambla Mercedes, 1-3 és un edifici del barri de La Salut, de Barcelona, catalogat com a bé amb elements d'interès (categoria C).

## Descripció
És un habitatge construït el 1870 damunt la roca del turó de les Tres Creus, a la cantonada de la Rambla Mercedes 1-3 amb l'avinguda del Santuari de Sant Josep de la Muntanya, 41-43. La parcel·la, que confronta amb el parc Güell, té una superfície de 1.900 m².
La casa té l'habitatge principal situat a la planta més alta, a quatre vents, amb façanes estucades i grans obertures arcades. El terrat de l'habitatge és la terrassa més elevada del conjunt, comunicada amb un pont de volta de maó de pla amb el jardí romàntic. Totes les baranes de les terrasses es resolen amb balaustrades de pedra artificial emmotllada entre pinacles d'obra coronats per gerreries del mateix material. L'accés a l'habitatge es realitza a través d'una terrassa que és la coberta d'una construcció a mitja pujada, que s'utilitza com a sala d'esbarjo, resolta també amb façanes d'estuc i amb grans finestrals amb arcades situats a la cantonada. Sota el jardí elevat hi ha un cos construït que incorpora espais de servei (magatzem de l'utillatge de jardineria i manteniment), per damunt del qual hi ha una galeria coberta de pas que s'obre al sud, decorada amb grans gerreries plantades. En l'acabat superficial d'aquest cos s'ha utilitzat una tècnica molt curiosa que reprodueix la superfície de l'escorça d'un arbre.
La gran alçada que separa la casa de la via pública està organitzada en un recorregut ascendent que articula grans trams d'escalinata amb terrasses intermèdies. Les baranes de les escales remeten a elements vegetals llenyosos de manera similar als jardins Artigas de la Poble de Lillet , o bé són murs opacs amb remat superior de trencadís ceràmic blanc. Els murs de contenció de l'escala presenten un revestiment continu de morter amb còdols a la vista, d'un gran impacte expressiu. Els espais interiors mantenen la configuració espaial original i les fusteries de fusta pintades amb envidraments gravats de colors ocres i verds. Cal destacar també dos lluernaris situats al passadís, de forma ovalada, amb vitralls emplomats polícroms a la cara interior. La voluntat de mimetitzar el conjunt dins el turó queda ben palesa en tot l'ús del cromatisme i les textures exteriors, en un exercici d'aproximació màxima a la naturalesa de l'entorn.

## Història
El va fer construir Josep de Bolós i Güell, testaferro de  Salvador de Samà i Torrents, marquès de Marianao, que era propietari de Can Muntaner, una de les dues finques sobre el terreny de la qual es va formar el parc Güell. El 1896 va vendre la finca a Jaume Farriol. El 1939 la van comprar el matrimoni Fernand Mathias i Ines Schucani, que vivien a la Casa Hurtado. Els seus nets són els actuals propietaris. La finca està afectada pel pla urbanístic MPGM dels Tres Turons.